# نادي تشيخورا ساتشخيره
نادي تشيخورا ساتشخيره لكرة القدم (Football Club Chikhura Sachkhere) هو نادي كرة قدم جورجي، تأسس سنة 1938.

## وصلات خارجية
- الموقع الرسمي